# 荘賈 (秦末)
荘賈（そうか、Zhuang Jia、traditional Chinese: 莊賈; simplified Chinese: 庄贾; pinyin: Zhuāng Jiǎ; died 208 BC) は、秦末期の人物で、紀元前3世紀中国の反乱軍で、秦に対する大宰相の反乱に関与した。
戦車乗りであった彼は、紀元前208年1月頃、陳県で蜂起の指導者であった陳勝を暗殺した。荘はその後、陳勝の部将であった呂臣に殺され、呂晨は陳県を占領した。